# Fontiers-Cabardès
Fontiers-Cabardès là một xã của Pháp, nằm ở tỉnh Aude trong vùng Occitanie.
Người dân địa phương trong tiếng Pháp gọi là Fontiérais.
Xã này có cự ly 25 km so với Carcassonne.

## Hành chính
Bản mẫu:EluBản mẫu:EluBản mẫu:EluBản mẫu:Elu
| Danh sách các xã trưởng                |           |     |      |         |
| Giai đoạn                              | Giai đoạn | Tên | Đảng | Tư cách |
| Tất cả các dữ liệu trước đây không rõ. |           |     |      |         |

## Thông tin nhân khẩu
| Năm | 1962 | 1968 | 1975 | 1982 | 1990 | 1999 |
| --- | ---- | ---- | ---- | ---- | ---- | ---- |
| Dân số | 105  | 205  | 245  | 307  | 306  | 324  |
| From the year 1968 on: No double counting—residents of multiple communes (e.g. students and military personnel) are counted only once. |      |      |      |      |      |      |